# Endomychus limbatus
Endomychus limbatus är en skalbaggsart som först beskrevs av Horn 1870.  Endomychus limbatus ingår i släktet Endomychus och familjen svampbaggar. Inga underarter finns listade i Catalogue of Life.